# Calli Hauger-Thackery
Calli Hauger-Thackery (9 de enero de 1993) es una deportista británica que compite en atletismo, especialista en las carreras de fondo. Ganó una medalla de bronce en el Campeonato Europeo de Atletismo de 2024, en la prueba de media maratón.

## Palmarés internacional
| Campeonato Europeo | Campeonato Europeo | Campeonato Europeo | Campeonato Europeo |
| Año                | Lugar              | Medalla            | Prueba             |
| ------------------ | ------------------ | ------------------ | ------------------ |
| 2024               | Roma (Italia)      | Medalla de bronce  | Media maratón      |